# ميثاق الأرض
ميثاق الأرض هو إعلان لمبادئ أخلاقية رئيسية لبناء مجتمع دولي ينعم بالعدل، والاستدامة والسلام في القرن الواحد والعشرين. ويسعى لتحفيز حس المسؤولية المشتركة والتكافل الدولي لرفاهية الأسرة البشرية جمعاء، ومجتمع الحياة الكبير، والأجيال القادمة. هو رؤية للأمل ودعوة للعمل.

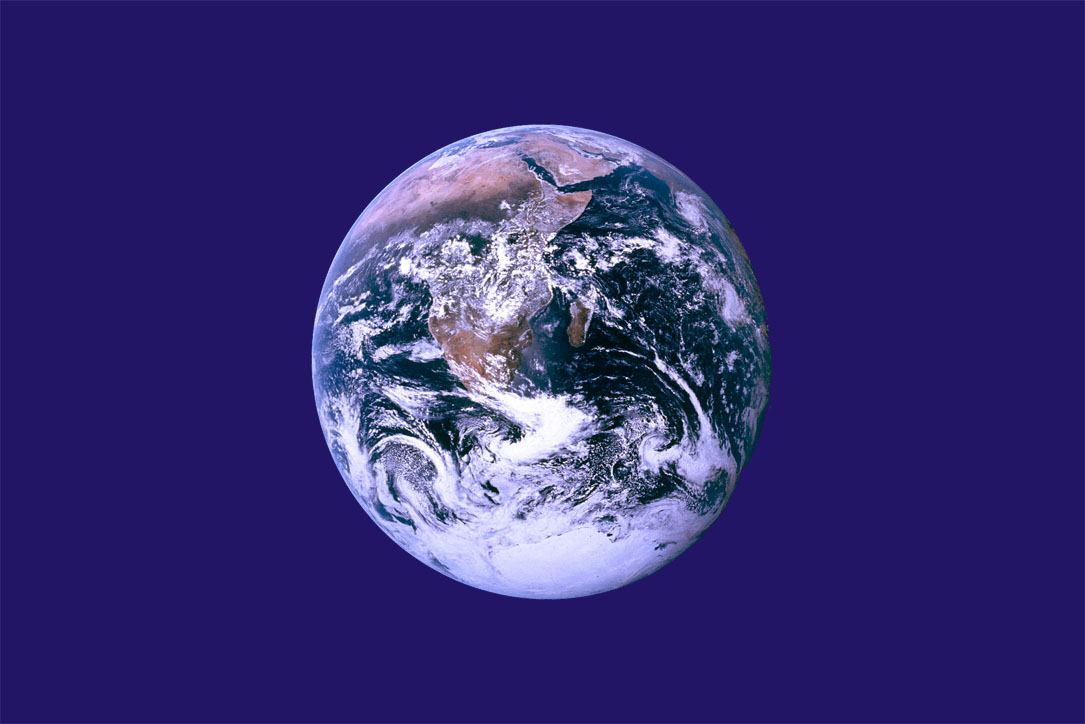

يعنى ميثاق الأرض بشكل رئيسي بالتحول لأساليب الحياة المستدامة والتنمية البشرية المستدامة. وتعد الاستدامة البيئية من المحاور الرئيسية في ميثاق الأرض. ومع ذلك، يدرك ميثاق الأرض أن أهداف الحفاظ على الاستدامة البيئية، ومكافحة الفقر، والتنمية الاقتصادية المنصفة، واحترام حقوق الإنسان، والديمقراطية، والسلام سلام (مصطلح) هي عناصر متداخلة لا تتجزأ، لذلك، يقدم إطاراً أخلاقياً جديداً شاملاً متكاملاً للتوجه نحو مستقبل مستدام.
ويأتي ميثاق الأرض ثمرة عقود من العمل، المترامي الأطراف، عبر حوار الثقافات لتحقيق أهداف وقيم مشتركة. وبدأ مشروع ميثاق الأرض كمبادرة من الأمم المتحدة، ولكن تم السير بها وإكمالها من قبل مبادرة من المجتمع المدني الدولي. وقد تم إنهاء ميثاق الأرض وإطلاقه كميثاق للناس عام 2000 من قبل لجنة ميثاق الأرض، كهيئة دولية مستقلة.
وتم العمل على مسودة ميثاق الأرض من خلال عملية تشاركية شاملة، ترافقت مع إصدار الإعلان الدولي للميثاق. وتعد هذه العملية المصدر الرئيسي لشرعية الميثاق كإطار إرشادي أخلاقي. وتم تعزيز شرعية الوثيقة من خلال المصادقة عليه من قبل ما يزيد عن 4500 منظمة، ضمت العديد من الحكومات والمنظمات الدولية.
وفي ضوء هذه الشرعية، تزايد إدراك العديد من المحامين الدوليين لاكتساب ميثاق الأرض وضع وثيقة قانونية معتدلة. والوثائق القانونية المعتدلة مثل الإعلان العالمي لحقوق الإنسان وثيقة أخلاقية، ولكنها ليست ملزمة، ويرتبط تطبيقها بموافقة بحكومات الدول على المصادقة عليها وتبنيها، وغالباً ما تشكل هذه الوثائق القاعدة أو الأساس لتطوير القانون الإلزامي.
وفي الوقت الذي تشتد فيه الحاجة لإحداث تغييرات جذرية في طرق التفكير وسبل المعيشة، يتحدى ميثاق الأرض قدرتنا على اختبار قيمنا واختيار سبل حياة أفضل لمعيشتنا. كما أصبحت الشراكة الدولية ضرورة، وميثاق الأرض يشجعنا على البحث عن أرضية مشتركة تراعي التنوع والاختلاف وتضمن في الوقت ذاته أخلاقيات عالمية مشتركة للأعداد المتزايدة من الناس في أرجاء العالم، كما يعد ميثاق الأرض أداة تعليمية قيمة جداً.

## مبادئ ميثاق الأرض
أولاَ: الاحترام والعناية بمجتمع الحياة

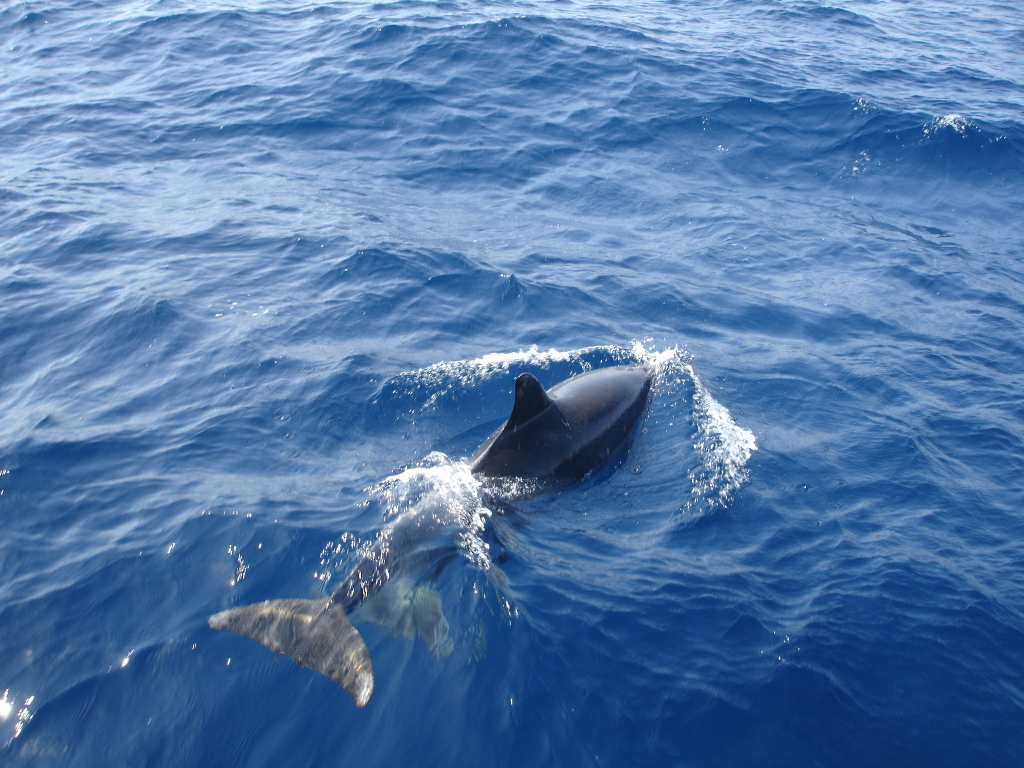

1.	احترم الأرض والحياة في جميع صورها وتنوعاتها.
2.	اهتم بمجتمع الحياة بتفهم وعاطفة ومحبة
3.	ابنٍ مجتمعات ديمقراطية عادلة ومشاركة ومستدامة ومسالمة
4.	حافظ على نعم الأرض وجمالها للأجيال الحالية والمستقبلية
ثانياَ:	وحدة النظام البيئي/الحيوي
5.	احم سلامة الأنظمة البيئية (الايكولوجية) واستعد ما فقد منها، مع المحافظة على التنوع البيولوجي، وعلى العوامل الطبيعية التي تشكل استمرارية للحياة.
6.	إن منع الضرر هو أفضل أساليب الحماية البيئية، وفي حالة محدودية المعرفة اتبع الأساليب الوقائية التالية:
7.	اختر أساليب الإنتاج، وإعادة الإنتاج والاستهلاك، التي تحمي إمكانيات الأرض في استعادة قدراتها، وتحافظ على حقوق الإنسان ورفاهية المجتمع.
8.	شجع دراسة الاستدامة البيئية (الايكولوجية)، والتبادل الواضح، والتطبيق الواسع للمعرفة المطلوبة.
 ثالثاَ: 	العدالة الاجتماعية والاقتصادية
9.	اعمل على التغلب على الفقر كضرورة أخلاقية واجتماعية وبيئية
10.	تأكد من أن الأنشطة الاقتصادية والمؤسسات على مختلف مستوياتها تدعم التنمية البشرية بأسلوب عادل ومستدام.
11.	التأكد من المساواة والعدالة بين الجنسين كشرط مسبق للتنمية المستدامة والتأكد من حصول الجميع على التعليم والوقاية الصحية والفرص الاقتصادية
12.	حافظ على حقوق الجميع وبدون تمييز للحصول على بيئة وطبيعة تعزز الكرامة الإنسانية وصحة الأجسام، والرفاهية الروحية، مع الاهتمام الخاص بحقوق السكان الأصليين والأقليات.
رابعاَ: الديمقراطية، تجنب العنف والسلام
13.	عزز المؤسسات الديمقراطية على جميع مستوياتها ووفر الشفافية والمساءلة في الحكم، والمشاركة في صنع القرار واعمل بإصرار على تحقيق العدالة
14.	ادمج المعرفة والقيم والمهارات اللازمة لأسلوب مستدام للحياة في التعليم الأساسي وفي مراحل التعليم المستمرة.
15.	عامل جميع الأحياء بتفهم واحترام.
16.	شجع ثقافة التسامح، وتجنب العنف والإساءة.

## مبادرة ميثاق الأرض
"مبادرة ميثاق الأرض" اسم يضم التنوع الاستثنائي، والشبكة العالمية من الناس، والمؤسسات والهيئات الذين يشاركون في تحفيز وتطبيق قيم ومبادئ ميثاق الأرض.
هذه المبادرة هي جهود تقدم على نطاق عام، وتطوعي ومن المجتمع المدني، ويتنوع المشاركون في هذه المبادرة من الهيئات الدولية الريادية، والحكومات الوطنية ومؤسساتها، والهيئات الجامعية، والمنظمات غير الحكومية، والمجموعات المجتمعية، والسلطات المحلية، والمجموعات الدينية، والمدارس والشركات إلى جانب الآلاف من الأفراد. وقد صادق العديد من المؤسسات رسمياً على ميثاق الأرض ويتم استخدامه وتعزيز رؤيته، والعديد يستخدمون ميثاق الأرض ويعززونه دون المصادقة عليه.
ميثاق الأرض الدولي
يتألف ميثاق الأرض الدولي من مجلس ميثاق الأرض الدولي والأمانة العامة. وقد أنشئ ميثاق الأرض الدولي للرقي بمهام ورؤية مبادرة ميثاق الأرض ويحاول تعزيز نشر، وتبني واستخدام وتطبيق ميثاق الأرض ويدعم تطوير مبادرة ميثاق الأرض. وميثاق الأرض الدولي تم إنشاؤه عام 2006 كجزء رئيسي من إعادة تنظيم وتوسعة فعاليات ميثاق الأرض. ومن الهام أن نتذكر أنه بالرغم من أن مجلس ميثاق الأرض الدولي يقدم القيادة والتوجيه لأعضاء المبادرة، فهو لا يسيطر أو يتحكم بشكل مباشر في مبادرة ميثاق الأرض ككل. فالمبادرة لا تخضع للسيطرة بأي شكل رسمي، والمجلس مسؤول فقط عن حكم ميثاق الأرض الدولي.
لجنة ميثاق الأرض
تشرف لجنة ميثاق الأرض، التي شكلت في بداية عام 1997 كهيئة دولية مستقلة من قبل مجلس الأرض والصليب الأخضر الدولي، على عملية التشاور وإعداد المسودة، والمصادقة على النص النهائي لميثاق الأرض، وكذلك إطلاق ميثاق الأرض عام 2000. ولها صلاحية تعديل نص ميثاق الأرض، وأعضاؤها هم مستشاري ميثاق الأرض الدولي ويعملون كسفراء لميثاق الأرض. ومع ذلك، لم تعد اللجنة مسؤولة عن الإشراف على مبادرة ميثاق الأرض، حيث تم تحويل هذه المسؤولية لمجلس ميثاق الأرض الدولي.
مجلس ميثاق الأرض الدولي
يشرف مجلس ميثاق الأرض الدولي  على عمل الأمانة الدولية لميثاق الأرض، فيضع الأهداف الرئيسية، والسياسات والاستراتيجيات لميثاق الأرض الدولي، ويقدم التوجيهات والقيادة للمبادرات الأشمل. ولا يعتبر مجلس ميثاق الأرض الدولي هيئة قانونية موحدة، ويتم انتخاب أعضاء المجلس بالتشاور مع أعضاء الشبكة العالمية لداعمي ميثاق الأرض.
الأمانة العامة الدولية لميثاق الأرض الدولي
تسعى الأمانة العامة لميثاق الأرض الدولي ومقرها جامعة الأمم المتحدة للسلام [[University_for_peace]|] [[:en:University_for_peace]|[الإنجليزية]]] في كوستاريكا، لتعزيز الرسالة، والرؤية، والاستراتيجيات والسياسات المعتمدة من مجلس ميثاق الأرض الدولي. وتدعم عمل المجلس، وتساعد في التخطيط الاستراتيجي وتنسيق الأنشطة العديدة لميثاق الأرض. وتوجه الأمانة العامة وتشبك بين الجهود لربط ميثاق الأرض في مجالات التعليم، الشباب، الأعمال والديانات، كما تعمل على إدارة الاتصالات مع الشبكة الواسعة لميثاق الأرض، وتعزز استخدام ميثاق الأرض كوثيقة دولية قانونية غير ملزمة.
المنتسبون لميثاق الأرض
المنتسبون لميثاق الأرض الدولي  هم أفراد ومؤسسات تتشارك في رؤية ميثاق الأرض وتلتزم باستخدام ميثاق الأرض والمساعدة على تطبيق استراتيجيته في بلدانهم. ويوقع المنتسبون اتفاقية رسمية مع ميثاق الأرض الدولي ليكونوا مصادر فاعلة لمعلومات ميثاق الأرض وفعالياته في دولهم. وتنسق الأمانة العامة لميثاق الأرض الدولي الأنشطة مع المنتسبين وتزودهم بالإرشادات والتوجيهات والمواد الخاصة بذلك. وقد يوجد أكثر من منتسب واحد في الدولة الواحدة. ويقوم المنتسبون ببناء علاقات اتصال وثيقة مع ميثاق الأرض الدولي وتقديم التقارير حول أهم الأنشطة المتعلقة بميثاق الأرض التي تنفذ في المنطقة، وبالمثل يقوم ميثاق الأرض الدولي وعلى مستوى متفاوت بإعلام المنتسبين بأهم القرارات والفعاليات التي تؤثر عليهم وتزويدهم بالتوجيهات، والاستراتيجيات والنصائح، ودعم الأنشطة الاتصالية (يعتمد هذا المستوى على المصادر المتاحة).
المؤسسات الشريكة
الشركاء الاستراتيجيون  هي مؤسسات التي أنشطتها تدعم وبشكل مباشر ومبرمج ميثاق الأرض ومبادرة ميثاق الأرض، أو التي أنشطتها تنسجم مع مبادئ ميثاق الأرض. وغالباً ما تكون هذه المؤسسات دولية، ولكن يمكن أن تكون ذات تركيز وطني أو محلي. وتدخل هذه المؤسسات في اتفاقية رسمية (مذكرة تفاهم، خطاب اتفاق، أو أي شكل من أشكال الإقرار الرسمي) مع ميثاق الأرض الدولية حول مشاريع محددة التي تبين كيفية عمل الشريك لدعم وتعزيز ميثاق الأرض وكيف سيقوم ميثاق الأرض الدولي بدعم هذه المؤسسات.
ومن هذه المؤسسات هيئات ميثاق الأرض المحدودة، وهي هيئة قانونية متحدة مقرها الولايات المتحدة وتم إنشاؤها لتقديم الدعم القانوني والتمويلي لميثاق الأرض الدولي.
المصادقون
المصادق هو أي فرد أو مؤسسة تعبر بشكل رسمي عن دعمه والتزامه بروح وأهداف وثيقة ميثاق الأرض، ويتم تصنيف المصادقين على ميثاق الأرض بحيث يشمل المؤسسات من أي حجم إلى جانب الأفراد. وقد استقطبت الأمانة العامة مصادقة العديد من المؤسسات الدولية والوطنية
المستشارون
مستشاري ميثاق الأرض الدولي هم شخصيات رسمية تعتبر مصدر للخبرات الاستشارية لدعم مجلس ميثاق الأرض والأمانة العامة له. ويتم دعوة هؤلاء الأشخاص ليكونوا مستشارين بناء على التزامهم الشخصي لميثاق الأرض، وقدراتهم على تقديم النصح الفعال والمؤثر ودعمهم لميثاق الأرض، والأمانة العامة وفريق المهمات، وحيثما كان الأمر مناسباً لمؤسساتهم الشريكة. ويتم تعيين المستشارين من قبل المدير التنفيذي للأمانة العامة.
فريق المهمات
صمم فريق المهمات ليعمل كشبكة متطوعين تقود المبادرات المستقلة، ويركز على تطوير هذه الشبكة وتعزيز الأنشطة في أحد المجالات التالية: الأعمال، التعليم، الإعلام، الدين، الأمم المتحدة والشباب. وتصادق اللجنة التنفيذية لمجلس ميثاق الأرض الدولي على تعيين الهيئة القيادية لكل فريق مهمات. ويشمل فريق المهمات أعضاء المجلس، الأفراد والمؤسسات الشريكة، المنتسبين والمستشارين. ويراجع مجلس ميثاق الأرض الدولي وبشكل دوري أداء وعمل كل فريق مهمات. ومع ذلك فإن مجلس ميثاق الأرض الدولي، والأمانة العامة لميثاق الأرض الدولي لا يقوموا بتوجيه أو إدارة عمل فرق المهمات، بل تقدم الأمانة العامة خدمات أساسية لدعم فريق المهمات.
المتطوعون أو الداعمون
المتطوعون أو الداعمون هم المصادقون والملتزمون الذين يتبرعون بمواردهم: الوقت، النقود، شبكة العلاقات، أو التحفيز العام وكل ما هو متاح لديهم لدعم مبادرة ميثاق الأرض. وقد يكون هؤلاء مؤسسات، حكومات أو أفراد. والمتطوعون أو الداعمون هو معنى مرادف لبرنامج العضوية في المنظمات غير الحكومية التقليدية، إلا أنهم لا يكتسبون حقوقاً رسمية جراء دعمهم وتطوعهم.

## مراحل مبادرة ميثاق الأرض

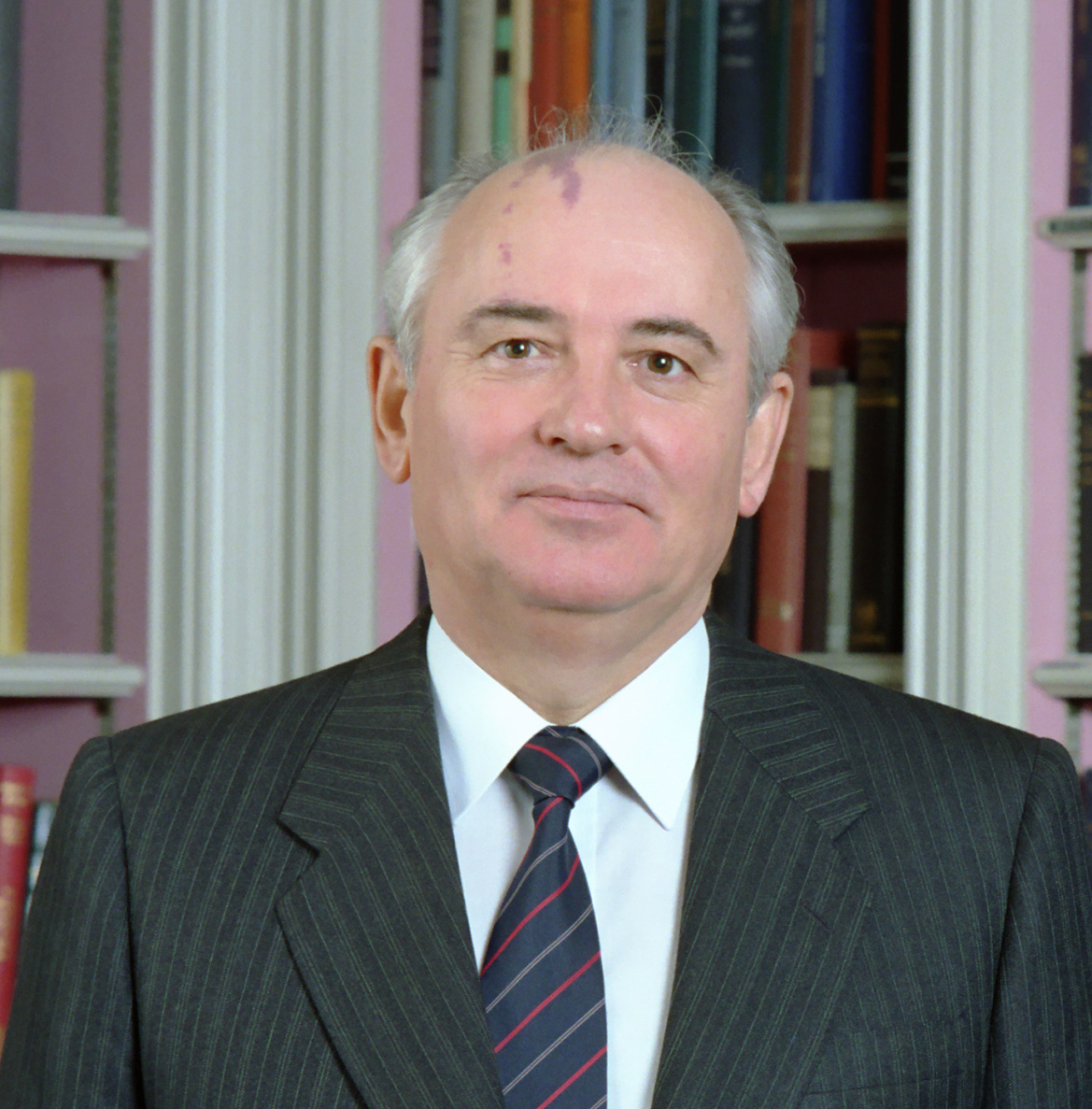
ميخائيل جورباتشوف

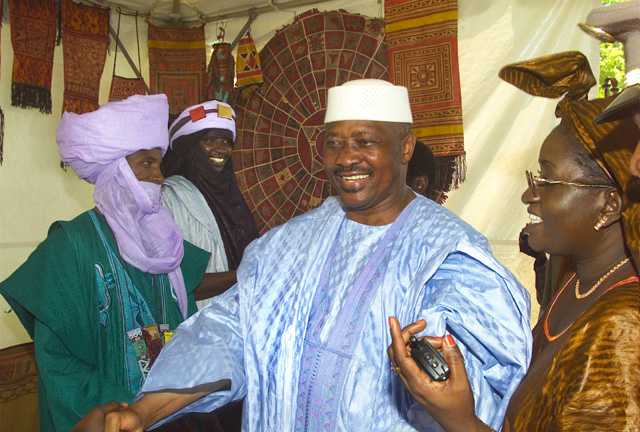
حامادو توماني توري

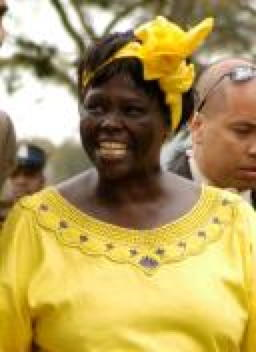
ونجاري ماثاي

1987	أوصت هيئة الأمم المتحدة الدولية الخاصة بالبيئة والتنمية (لجنة برندتلاند) بإصدار إعلان عالمي حول حماية البيئة والتنمية المستدامة على صيغة ميثاق جديد يتضمن المبادئ الأساسية للتنمية المستدامة.
1992	انعقدت قمة الأرض في ريو دي جانيرو التي تهدف ضمن مجموعة من الأهداف إلى إيجاد ميثاق أرض مقبول دولياً، ورغم ذلك فشلت الحكومات للوصول إلى اتفاق، وقامت بتبني إعلان ريو حول البيئة والتنمية بدل الميثاق.
	وبرئاسة موريس سترونج، قامت الأمانة العامة لقمة الأرض في ريو، بتأسيس مجلس الأرض لتحفيز تطبيق اتفاقيات قمة الأرض وكسب التأييد الرسمي من المجالس الوطنية للتنمية المستدامة.
1994	أطلق موريس سترونج رئيس مجلس الأرض، وميخائيل غورباتشوف رئيس منظمة الصليب الأخضر الدولية مبادرة المجتمع المدني لمسودة ميثاق الأرض، وقدمت الحكومة الهولندية دعماً مالياً لتحقيق ذلك.
1995	بدأ مجلس الأرض ومنظمة الصليب الأخضر الدولية مشاورات دولية لتطوير ميثاق أرض شعبي، وتجمع عدد من الخبراء وموظفي حكومات في ورشة هيج الخاصة بميثاق الأرض. وقام المجلس بتشكيل الأمانة العامة الدولية لمبادرة ميثاق الأرض.
1996	بدأ مجلس الأرض عملية التشاور حول ميثاق الأرض للإعداد مؤتمر ريو5+. وتم إعداد بحث وتلخيص لمبادئ القوانين الدولية المتعلقة بميثاق الأرض وتداولها، وتم في نهاية العام شكل ميثاق الأرض والصليب الأخضر الدولي لجنة ميثاق الأرض المستقلة للإشراف على عملية إعداد مسودة ميثاق الأرض وتم تشكيل لجنة لإعداد المسودة.
1997	عقدت لجنة ميثاق الأرض اجتماعها الأول في مؤتمر ريو5+ في ريو دي جانيرو، تم إطلاق المسودة الأولى لميثاق الأرض كوثيقة تحت الإعداد ضمن إحدى توصيات المؤتمر، وتم تشجيع وتنظيم المشاورات الدولية حول الميثاق.
1998	انضمت مجموعات متعددة لمبادرة ميثاق الأرض وتشكلت لجان وطنية لميثاق الأرض في ما يزيد عن 35 دولة، وقد بدأت هذه المجموعات وغيرها في مناقشة المسودة الأولية للميثاق واستخدامها كأداة تعليمية.
1999	المسودة الأولية الثانية لميثاق الأرض أطلقت في نيسان واستمرت المداولات الدولية، وقد ازداد عدد اللجان الوطنية لتصل إلى 45 لجنة.
2000	في آذار، عقدت لجنة ميثاق الأرض اجتماعاً في باريس/فرنسا، للموافقة على النسخة النهائية من ميثاق الأرض. وأطلق ميثاق الأرض بشكل رسمي في شهر حزيران في قصر السلام في هيج. وتم تشكيل لجنة توجيهية لميثاق الأرض للإشراف على المرحلة الثانية للمبادرة. وكانت الأهداف الرئيسية هو تحفيز التعرف على ميثاق الأرض والمصادقة عليه وتطبيقه من قبل المجتمع المدني، قطاع الأعمال، والحكومات ودعم الاستخدام التعليمي لميثاق الأرض في المدارس، والجامعات وغيرها من المؤسسات.
2002	بذلت مبادرة ميثاق الأرض جهوداً كبيرة لضمان المصادقة على ميثاق الأرض في القمة العالمية حول التنمية المستدامة في جوهانزبرج والتي أعلن فيها القادة الحكوميون في العديد من الدول والمنظمات غير الحكومية NGOs دعمها لميثاق الأرض، ولكن الإقرار الرسمي لميثاق الأرض في الأمم المتحدة لم يعتمد.
2005	في هذا العام تم ترجمة ميثاق الأرض إلى 32 لغة متداولة في مختلف أنحاء العالم، ومصادقة ما يزيد عن 2.400 منظمة بما فيها UNISCO اليونسكو،  IUCN اتحاد الحماية العالمي ، ICLEI 
. كما تم مراجعة إستراتيجية أنشطة مبادرة ميثاق الأرض داخلياً وخارجياً للفترة من 2000 إلى 2005 والمباشرة بتنفيذها. وعقد تجمع كبير لميثاق الأرض للسنوات الخمس القادمة في أمستردام في شهر تشرين الثاني، تم خلاله الانتهاء من مراجعة إستراتيجية الميثاق للسنوات الخمس القادمة وتم الاحتفال باستكمال الاستراتيجية وإعداد الخطة للمرحلة القادمة من المبادرة.
2006	تم تشكيل المجلس الدولي لميثاق الأرض تألف من 23 عضو ليحل محل اللجنة التوجيهية ويقوم بالإشراف على البرامج الرئيسية وعلى موظفي الأمانة العامة. وأصبح المجلس والأمانة العامة تعرف بميثاق الأرض الدولي.
2008	في هذا الوقت ترجم ميثاق الأرض إلى 40 لغة  وتمت المصادقة عليه من قبل 4.600 منظمة مثلت توجهات ملايين الأفراد. وتبنى المجلس الدولي لميثاق الأرض خطة إستراتيجية طويلة الأمد تؤكد على ضرورة التوسع في مبدأ اللامركزية في مبادرة ميثاق الأرض، وتم تشكيل ست فرق مهمات لتعزيز هذا التوسع في مجال الأعمال، التعليم، الإعلام والدين، والأمم المتحدة والشباب.

## مواقع خارجية
الموقع الرسمي لميثاق الأرض 
عقد الأمم المتحدة للتعليم من أجل التنمية المستدامة 